# Henri Decoin
Joseph Henri Decoin (Parigi, 18 marzo 1890 – Neuilly-sur-Seine, 4 luglio 1969) è stato un regista, sceneggiatore, scrittore, nuotatore e pallanuotista francese.

## Biografia
In gioventù partecipò ai Giochi Olimpici di Londra 1908 nel nuoto, gareggiando nei 400m stile libero, e a quelli di Stoccolma 1912 nella pallanuoto.
Dopo essersi distinto durante la prima guerra mondiale in alcune missioni aeree che gli valsero importanti riconoscimenti come la Legion d'onore, si dedicò al giornalismo, soprattutto sportivo. Fu anche autore di racconti d'appendice e di un romanzo. Mise a frutto la sua profonda conoscenza del mondo dello sport nella sceneggiatura di tre film prodotti tra il 1925 e il 1927 e interpretati da Georges Biscot, vedette del cinema muto francese (Le roi de la pédale, Le p'tit parigot e La folle volata). Anche uno dei primi film da lui diretti, Toboggan (1934), avrà come oggetto il mondo della boxe.
All'attività di sceneggiatore affiancò quella di regista delle versioni francesi di alcuni film italiani, come T'amerò sempre (1933) di Mario Camerini, e tedeschi, come Unsichtbare Gegner (1933) di Eugen Schüfftan. In questo periodo incontrò più volte la giovane attrice Danielle Darrieux, con cui si sposò nel 1935. Nel 1937 seguì negli USA la moglie alla quale, dopo alcuni successi europei (Mayerling di Anatole Litvak e Katia di Maurice Tourneur), la Universal Pictures aveva offerto un contratto settennale. A dispetto delle delusioni professionali della Darrieux, il soggiorno americano permise a Decoin di approfondire le sue conoscenze in materia di tecnica narrativa e di organizzazione della produzione. Così, quando, con largo anticipo rispetto alla scadenza del contratto, i due tornarono in Francia, fu lui a dirigere la moglie in Ritorno all'alba (1938), commedia di indagine psicologica sulle vicissitudini di una giovane contadina ungherese abbagliata e sedotta dalle lusinghe della grande città, e nella successiva commedia leggera Piccola ladra (1940).
Il sodalizio professionale tra i due continuò anche dopo il divorzio, avvenuto nel 1940. Del 1941 è Primo appuntamento, prodotto dalla Continental, succursale dell'UFA tedesca per il mercato francese. Il lavoro per la Continental, al termine della guerra, sarebbe costato a Decoin l'accusa di collaborazionismo con l'occupante, accusa dalla quale, tuttavia, riuscì a sottrarsi abbastanza facilmente. Per la sceneggiatura del film, tra l'altro, si era avvalso della collaborazione di Max Kolpé, autore messo all'Indice dalla censura tedesca.
Del periodo bellico e della Continental è anche il primo film della trilogia tratta da racconti di Georges Simenon, Gioventù traviata (1942), cui seguirono l'Homme de Londres (1942), inedito in Italia, e La follia di Roberta Donge (1952), interpretato, insieme a Danielle Darrieux, da Jean Gabin. Nel 1955, l'attore, nei panni di un poliziotto infiltrato, fu protagonista di un altro polar diretto da Decoin, La grande razzia, un drammatico reportage sul traffico della droga, dalle grosse centrali, con i loro metodi gangsteristici, sino all'esplorazione degli ambienti del piccolo spaccio e consumo. Nell'ambito di questo genere, in particolare col sorprendente Tra le undici e mezzanotte (1949), per cui poté attingere al bagaglio di osservazioni e conoscenze acquisite come cronista, il regista produsse le sue opere migliori. Ed anche quando affrontò altri generi, come nella leggera commedia neorealista Nulla è dovuto al fattorino (1950), elemento distintivo dei suoi film più apprezzati fu l'acuta registrazione e riproduzione di figure e caratteri.

## Filmografia
- Di notte a Parigi (Un Soir de rafle) (1931)
- Je vous aimerai toujours (1933)
- Toboggan (1934)
- La signorina mia madre (Mademoiselle ma mére) (1937)
- L'intrusa (Abuso di fiducia) (Abus de confiance) (1937)
- Ritorno all'alba (Retour à l'aube) (1938)
- Piccola ladra (Battements de cœur) (1940)
- Primo appuntamento (Premier rendez-vous) (1941)
- Gioventù traviata (Les Inconnus dans la maison) (1942)
- Tutti i giorni mi sposo (Mariage d'amour) (1942)
- Amore proibito (Le Bienfaiteur) (1942)
- L'homme de Londres (1943)
- Io sono con te (Je suis avec toi) (1943)
- La fille du diable (1946)
- Condannatemi! (Non coupable) (1947)
- Les amants du Pont Saint-Jean (1947)
- Tra le undici e mezzanotte (Entre onze heures et minuit) (1949)
- Nulla è dovuto al fattorino (Troi télégrammes) (1950)
- Desiderio e amore (Le Désir et l'amour) (1951)
- La follia di Roberta Donge (La Vérité sur Bébé Donge) (1952)
- Gli amanti di Toledo (Les Amants de Tolède) (1952)
- Il dormitorio delle adolescenti (Dortoir des grandes) (1953)
- Les intrigantes (1954)
- Quattro donne nella notte (Bonnes à tuer) (1954)
- Il letto (Secrets d'alcôve) (episodio: Il biglietto d'alloggio) (1954)
- La grande razzia (Razzia sur la Chnouf) (1955)
- Il processo dei veleni (L'Affaire des poisons) (1955)
- Un americano alle Folies-Bergère (Folies-Bergère) (1957)
- X 3 operazione dinamite (Le Feu aux poudres) (1957)
- Tutti possono uccidermi (Tous peuvent me tuer) (1957)
- Lulù tra gli uomini (Charmants garçons) (1957)
- La gatta (La Chatte) (1958)
- Perché sei arrivato così tardi? (Pourquoi viens-tu si tard?) (1958)
- Pelo di spia (Nathalie, agent secret) (1959)
- La gatta graffia (La Chatte sort ses griffes) (1960)
- L'infanzia (L'Enfance) (episodio: La francese e l'amore) (1960)
- Le pavé de Paris (1960)
- Tendre et violente Eisabeth (1960)
- Il sepolcro d'acqua (Maléfices) (1961)
- La vendetta della maschera di ferro, co-regia con Francesco De Feo (1961)
- L'uomo dalla maschera di ferro (Le Masque de fer) (1962)
- Spionaggio a Casablanca (Casablanca nid d'espions) (1963)
- Nick Carter non perdona (Nick Carter va tout casser) (1964)
- I disperati della gloria (Le Parias de la gloire) (1964)